# 维日河畔索维亚
维日河畔索维亚（法語：Sauviat-sur-Vige，法語發音：[sovja syʁ viʒ]）是法国新阿基坦大区上维埃纳省的一个市镇，属于利摩日区。

## 地理
维日河畔索维亚（45°54'24"N, 1°36'27"E）面积30.85 平方千米，位于法国新阿基坦大区上维埃纳省，该省份为法国中西部省份，北起顺时针与安德尔省、克勒兹省、科雷兹省、多爾多涅省、夏朗德省和维埃纳省接壤。
与维日河畔索维亚接壤的市镇（或旧市镇、城区）包括：勒沙特内昂多尼翁、欧里亚、圣阿芒雅尔图代、圣马丹圣卡特琳、圣皮埃尔谢里尼亚、圣普里耶斯帕吕、穆瓦萨讷。

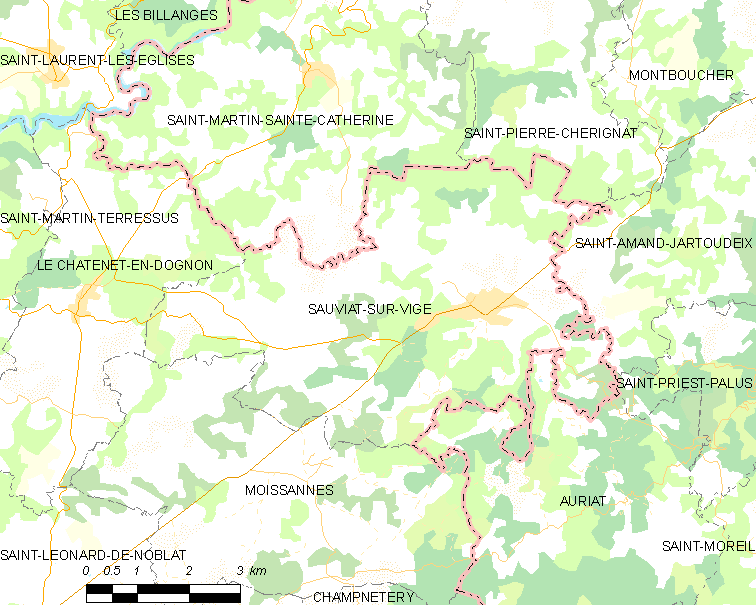
维日河畔索维亚的OSM定位图

维日河畔索维亚的时区为UTC+01:00、UTC+02:00（夏令时）。

## 行政
维日河畔索维亚的邮政编码为87400，INSEE市镇编码为87190。

## 政治
维日河畔索维亚所属的省级选区为圣莱奥纳尔-德诺布拉县。

## 人口

1962-2008年间维日河畔索维亚人口变化图示

维日河畔索维亚于2022年1月1日时的人口数量为879人。